# Pantaló de campana

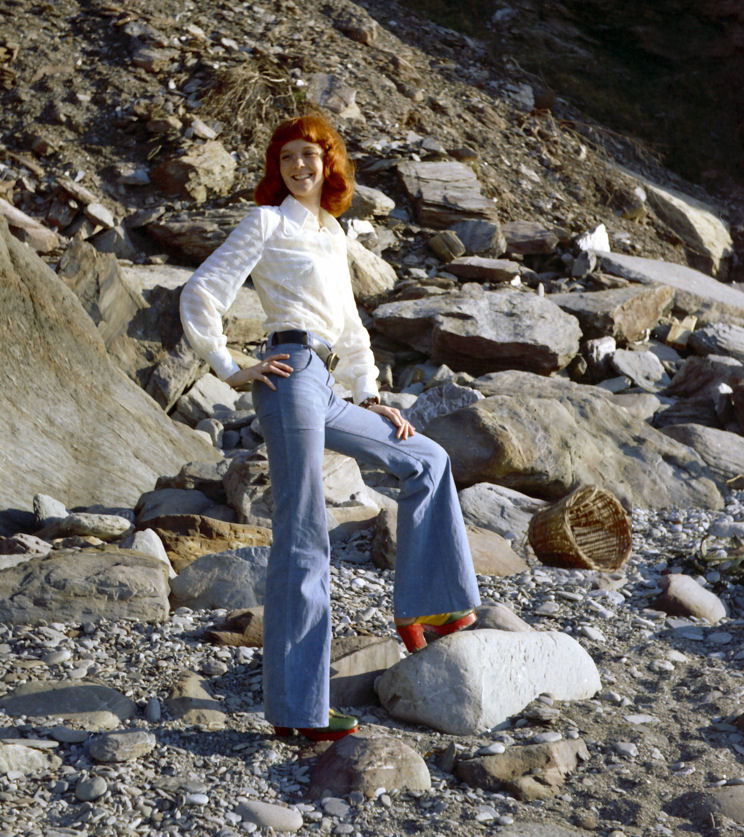
Dona amb pantalons de campana texans típics dels anys mil nou cents setanta

El pantaló de campana (terme usat generalment en plural: pantalons de campana) o calces amb campana, darrerament anomenat també pantaló de pota d'elefant (més sovint en plural: pantalons de pota d'elefant), és un pantaló llarg de tall recte fins als genolls, els camals del qual s'eixamplen dels genolls avall en forma de campana, sovint fins a tapar bona part del peu.

## Història
Els pantalons de campana sorgiren a mitjan segle xix com a part integrant de l'uniforme de la marineria militar; llur disseny peculiar responia a motius eminentment pràctics (facilitava arromangar-se els pantalons en múltiples feines de bord tals com fregar la coberta i enfilar-se als pals). Avui les armades conserven els pantalons de campana, almenys en els uniformes més formals, per pura tradició.

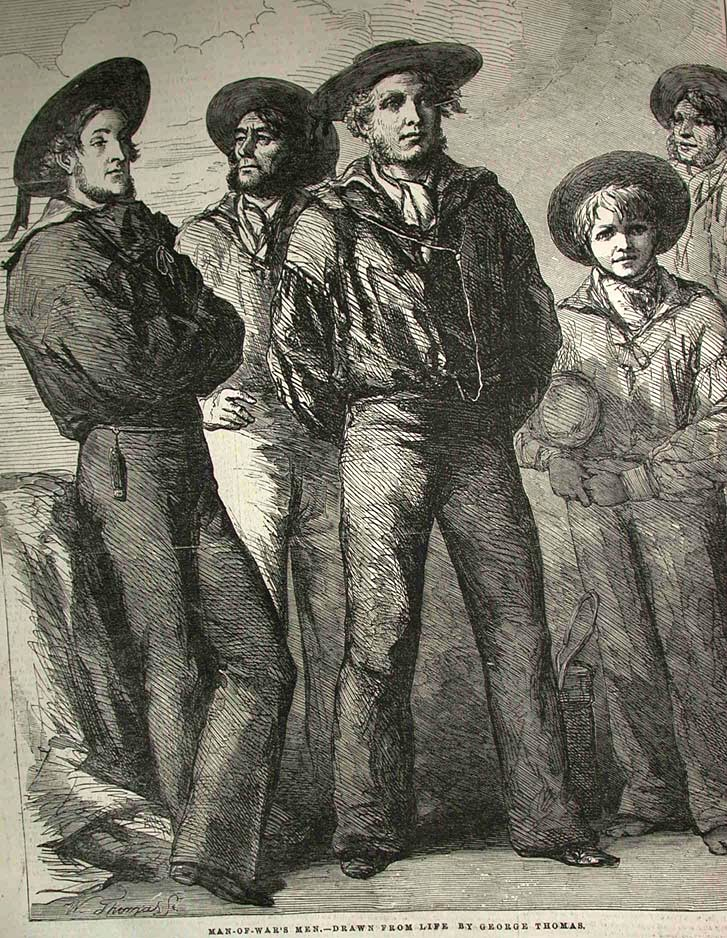
Mariners d'uniforme (1854), amb pantalons de campana

Als anys mil nou cents vint Coco Chanel llançà l'anomenat pijama de platja com a "vestit ideal per a dinar a la vora del mar i passejar pels voltants quan hom no té intenció de banyar-se". Es tractava d'una imitació civil femenina de l'uniforme de la marineria militar, i incloïa uns pantalons molt acampanats, amb la intenció que tanta amplitud, que recordava una mica la caiguda de la faldilla, en facilités l'adopció per part de les dones. De fet, aquesta indumentària fou un gran succés a les platges dels anys trenta, sobretot entre les joves benestants. Tot seguit s'esfumà pràcticament.
La gran època dels pantalons de campana com a article de moda general, i d'ús unisexe, començà a la fi de la dècada de 1960, sota la impulsió del moviment hippy. Foren la classe predominant de pantaló al llarg dels anys setanta, en forma de texans, de pantaló de pana, en roba florida, etc., i arribaren a incorporar-se a la vestimenta formal (vestits a base de jaqueta molt entallada amb solapes molt amples, a joc amb camisa de coll molt pronunciat i corbata amplíssima, més pantalons de campana).
Cap al 1980, amb la generalització de la tendència al ben vestir tradicional en noves formes, el pantaló de campana passà a simbolitzar el mal gust, i desaparegué de la moda general. A partir de la darreria dels anys noranta ha conegut períodes de retorn, però generalment circumscrits al públic més jove i a corrents estilístics específics, com ara el grunge.

## Nota
1. ↑  «DCVB». Arxivat de l'original el 2004-08-26. [Consulta: 19 juliol 2018].
2. ↑  Brotons 2011, p.87.